# Сартбаев, Сеит Хайруллаевич
Сеит Хайруллаевич Сартбаев (каз. Сартбаев Сеит Хайруллаевич; род. 11 декабря 1961, село Абай, Келесский район, Южно-Казахстанская область), депутат Сената Парламента Республики Казахстан.

## Биография
Родился 11 декабря 1961 года в селе Абай Келесского района Южно-Казахстанской области. Происходит из рода дулат.
В 1984 году окончил Казахский химико-технологический институт по специальности инженер-механик, затем, в 1993 году, Южно-Казахстанский технический университет по специальности инженер-экономист.
После окончания института, в 1984—1988 годах работал мастером кирпичного завода, инженером, старшим инженером КБ, старшим инженером по автотранспорту, главным механиком треста «Промстройматериалы».
С 1988 по 1991 год занимал должность инструктора Дзержинского райкома партии, затем секретаря партбюро Чимкентского масложиркомбината.
Около года, с 1991 по 1992 годы — заместитель председателя Чимкентского горисполкома.
С 1992 по 1995 год — глава Дзержинской районной администрации города Чимкента.
С января 1998 по февраль 1999 года — аким города Жамбыл (с января 1998 — Тараз).
С февраля по декабрь 1999 года — начальник департамента строительства, благоустройства и коммунальных услуг Южно-Казахстанской областной администрации.
С декабря 1999 по март 2001 года — аким города Кентау Южно-Казахстанской области.
С марта 2001 по август 2002 года — аким города Чимкента.
31 августа 2002 года назначен акимом Южно-Казахстанской области.
В сентябре 2006 года освобождён от занимаемой должности, и назначен вице-президентом АО «Национальная атомная компания „Казатомпром“».
В августе 2007 года Указом Президента Республики Казахстан назначен депутатом Сената Парламента Республики Казахстан. Является членом Комитета по аграрным вопросам и охране окружающей среды.

## Семья
Отец — Сартбаев Абжапар (1911—1995), участник Великой Отечественной войны, работал первым секретарем Келесского и Георгиевского райкомов, председателем парткомиссии при Чимкентском обкоме партии, член Союза писателей Казахстана.

## Награды
- Орден «Барыс» III степени
- 4 медали